# Funaria sovatensis
Funaria sovatensis là một loài Rêu trong họ Funariaceae. Loài này được Schimp. ex Müll. Hal. mô tả khoa học đầu tiên năm 1879.